# Цвито Фисковић
Цвито Фисковић (Оребић, 24. децембар 1908 — Сплит, 13. јул 1996) је био хрватски историчар уметности.

## Биографија
Дипломирао је историју уметности и археологију и радио као кустос Археолошког музеја у Сплиту, директор Конзерваторског завода за Далмацију и управник Историјског института ЈАЗУ у Дубровнику.
Развио је и унапредио службу заштите споменика културе у Далмацији. Проучавао је уметност и културну историју.
Члан САНУ - дописни члан из других република од 16. 12. 1965 и дописни члан од 11. 3. 1971, члан ван радног састава (1976). Поднео је захтев да буде разрешен чланства у САНУ изјавом у штампи 22. 9. 1991.

## Признања
- Награда СР Хрватске за животно дјело (1974)[1]
- Награда града Сплита за животно дјело[1]